# 前東港
前東港，是臺灣嘉義縣布袋鎮的一個傳統地域名稱，位於該鎮中部略偏東，並向南延伸至東部邊界地帶略偏南段。相較於今日行政區，其範圍大致包括東港里西北部不含北部凸出部分的北大半部、見龍里東部邊界地帶、永安里西北部及南部、光復里東南端、新岑里東南半部不含南部及東南部邊界地帶。

## 歷史
台灣日治初期，前東港地區為一街庄（舊制街庄），稱為「前東港庄」，隸屬於大坵田西堡。該庄輪廓南北狹長，昔日北與考試潭庄為鄰，東與崩山庄、北港仔庄為鄰，南邊為新温庄，西邊為布袋嘴庄、內田庄。
1901年（日治明治三十四年）11月11日，全台設置二十廳，該庄隸屬於嘉義廳。1904年（明治三十七年）2月20日，該庄編入「布袋嘴區」，隸屬於嘉義廳。同年4月1日，該區、庄改隸屬於鹽水港廳。1909年（明治四十二年）10月25日，全台整併二十廳為十二廳，該區、庄改隸屬於嘉義廳。1910年（明治四十三年）1月18日，各區管轄區域調整，該庄仍隸屬於嘉義廳的「布袋嘴區」。1920年（大正九年）10月1日，全台廢十二廳改設五州二廳，該庄改制為「前東港」大字，隸屬於臺南州東石郡布袋庄（新制街庄）。
戰後布袋庄改制為布袋鄉，隸屬於臺南縣，大字亦改制為村。1948年（民國37年）10月18日，布袋鄉升格為布袋鎮，村亦改制為里。1950年（民國39年）10月25日，雲、嘉、南分治，布袋鎮改隸屬於嘉義縣。

## 聚落
本地區發展較早的聚落有後東港、前東港、大藔、郭苓藔（郭岑寮、新岑）等，在日治期初期的官方地圖上已有記載。

## 交通
省道台17線又稱「西部濱海公路」，是甲南至水底寮的幹道，經過本地區南部的郭岑藔聚落東郊。由該道路北行可前往布袋鎮市區、東石鄉、雲林縣口湖鄉西部、四湖鄉西部等地；南行可前往臺南市北門區、將軍區、七股區、安南區等地。
縣道161號是𧃽菜埔至新岑的道路，經過本地區後東港、前東港、大藔、郭岑藔等聚落，其中本地區南部路段與省道台17線共線。由該道路北行可前往朴子市𧃽菜埔，並止於縣道157號、縣道168號共線路口；南行可前往布袋鎮東南部，並止於新岑南郊的省道台17線路口。
縣道172號是布袋至澐水的道路，經過本地區大藔聚落。由該道路西行可前往布袋市區；東行可前往義竹鄉、臺南市鹽水區、新營區、後壁區南部、白河區、嘉義縣中埔鄉，並止於省道台3線路口。
鄉道嘉19線是新厝至大寮的道路，其南側端點（終點）位於本地區中部大寮聚落西郊的縣道172號路口。
鄉道嘉21線是後壁寮至後東港的道路，其南側端點（終點）位於本地區北部後東港聚落的縣道161號路口。
鄉道嘉22線是崩山至龜佛山的道路，其西側端點（起點）位於本地區東北部邊界地帶的縣道161號路口。
鄉道嘉29線是大寮至過路仔的道路，經過本地區中部。

## 學校
- 布袋國中
- 景山國小
- 永安國小

## 政府機關
- 嘉義縣警察局布袋分局景山派出所